# Колібрі-шаблекрил фіолетовий
Колі́брі-шаблекри́л фіолетовий (Campylopterus hemileucurus) — вид серпокрильцеподібних птахів родини колібрієвих (Trochilidae). Мешкає в Мексиці і Центральній Америці.

## Опис

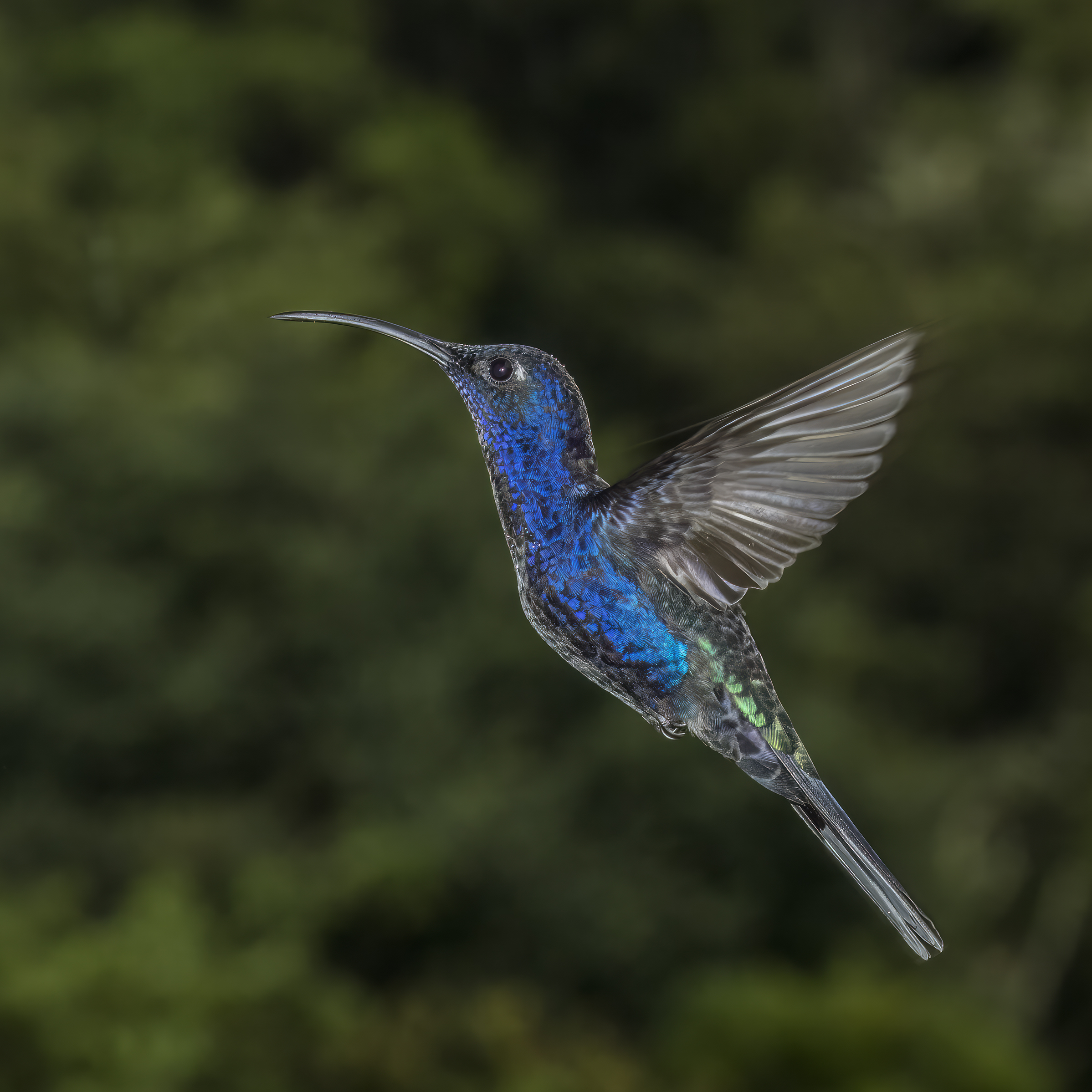
Самець фіолетового колібрі-шаблекрила (підвид C. h. mellitus, Панама)

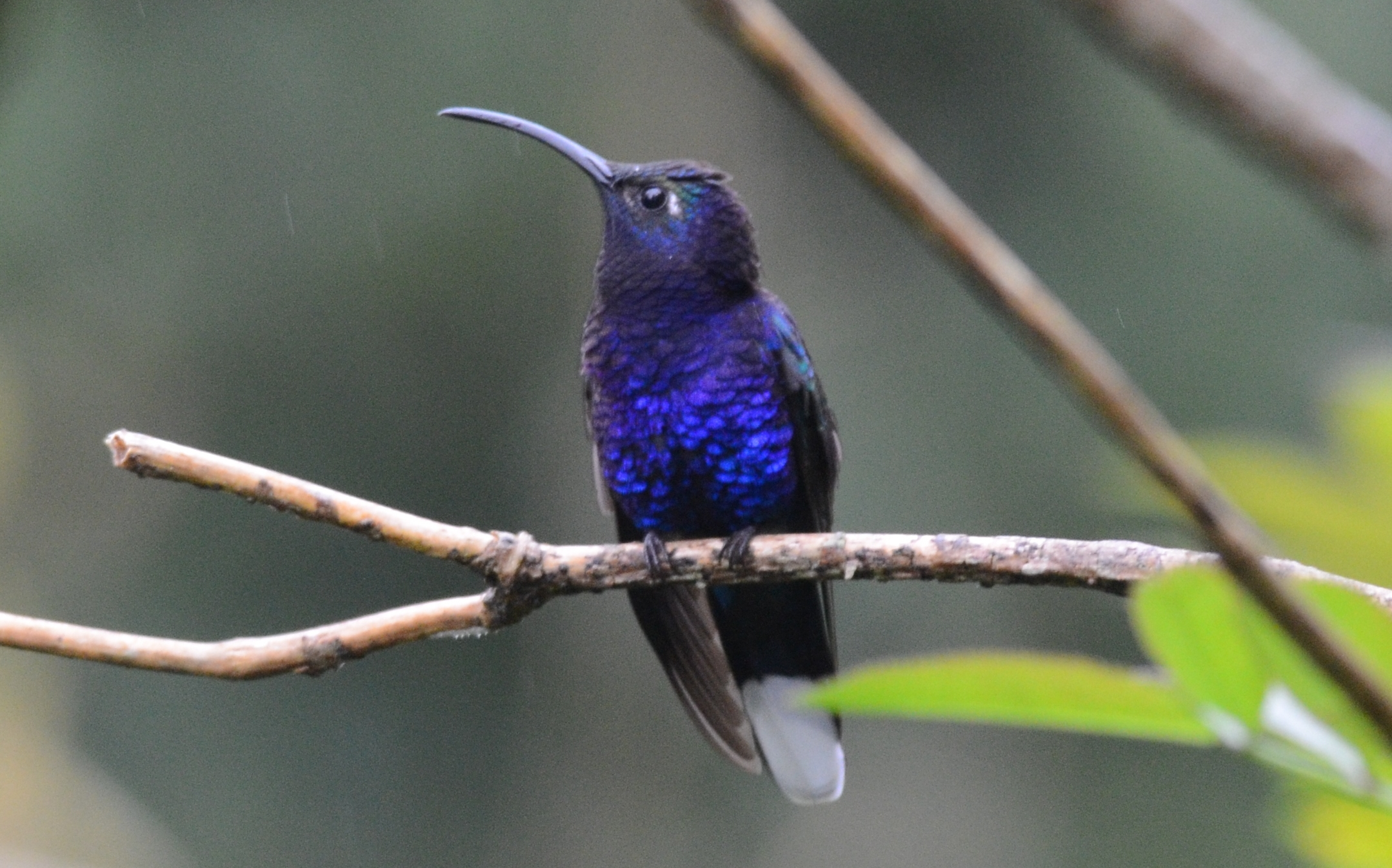
Самець фіолетового колібрі-шаблекрила

Фіолетовий колібрі-шаблекрил є найбільшим колібрі Північної Америки. Його довжина становить 14-15 см, розмах крил 8,3 см. Самці важать 11,5 г, самиці 9,5 г. У самців горло і нижня частина тіла темно-фіолетові, скроні фіолетові, тім'я зелене, за очима білі плями. Потилиця і верхня частина тіла пурпурові, верхні покривні пера хвоста синьо-зелені. Хвіст чорно-фіолетовий, три крайніх пари стернових пер білі. У самиць горло фіолетове, окаймлене «бородою». Тім'я зелене, за очима білі плями, скроні більш тьмяні, ніж у самців. Нижня частина тіла світло-сіра, боки поцятковані зеленими плямами. Гузка зелена. Центральні стернові пер чорнувато-зелені, крайні стернові пера чорнуваті з білими плямами. Дзьоб дещо вигнутий, чорний, лапи чорні.

## Підвиди
Виділяють два підвиди:
- C. h. hemileucurus (Deppe, 1830) — від Південної Мексики до півдня Центрального Нікарагуа;
- C. h. mellitus Bangs, 1902 — Коста-Рика і Західна Панама.

## Поширення і екологія
Сірогруді колібрі-шаблекрили мешкають у Мексиці, Гватемалі, Белізі, Сальвадорі, Гондурасі, Нікарагуа, Коста-Риці і Панамі. Вони живуть у підліску вологих гірських і рівнинних тропічних лісів, особливо в долинах, на узліссях, на плантаціях і в садах. Зустрічаються на висоті від 100 до 2400 м над рівнем моря, переважно на висоті понад 500 м над рівнем моря. Живляться нектаром квітів, зокрема геліконій, бананів, Cephaelis і Marcgravia, а також комахами, яких ловлять в польоті. Сірогруді колібрі-шаблекрили є доволі неагресивними і не територіальними птахами. Сезон розмноження у них триває з травня по серпень. Гніздо чашоподібне, робиться з моху, рослинних волокон і павутиння, прикріплюється до гілки дерева або чагарника, поблизу струмка. В кладці 2 яйця, інкубаційний період триває 20—21 день. Після вилуплення вони важать 1,05—1,17 г, через 11—12 днів вони набувають ваги дорослого птаха, а через 22-24 дні повністю покриваються пір'ям. Самиці годують пташенят павуками. За сезон може вилупитися два виводки.